# 垂穗虎尾草
垂穗虎尾草（学名：Chloris divaricata）为禾本科虎尾草屬下的一个种。

## 扩展阅读
- 維基物種上的相關：垂穗虎尾草